# Куратов, Олег Константинович
Олег Константинович Куратов (укр. Олег Костянтинович Куратов; 10 мая 1978, Житомир, Украинская ССР, СССР) — украинский футболист, полузащитник.

## Биография
Начал профессиональную карьеру в 1996 году в первой лиге, играя за житомирский «Химик». В августе-сентябре 1996 года выступал в первой лиге за киевский ЦСКА-2, затем играл за любительский судакский клуб «Сурож». Летом 1998 года стал игроком симферопольской «Таврии». Под руководством Виктора Грачёва провёл три игры в чемпионате Украины, после чего покинул команду. Первую половину сезона 1999/00 провёл в малинском «Бумажнике» во второй лиге.